# مارتاکرت
مارتاکرت (به ارمنی: Մարտակերտ) یا آغ‌دره (به ترکی آذربایجانی: Ağdərə) شهری در استان مارتاکرت (دفاکتو) در جمهوری آرتساخ و شهرستان ترتر (دژور) در جمهوری آذربایجان است. جمعیت این شهر بر اساس سرشماری سال ۱۹۸۹ میلادی، ۸٫۳۲۵ نفر و بر اساس سرشماری سال ۲۰۰۸ میلادی، ۳٫۸۶۲ بوده‌است.

## نگارخانه

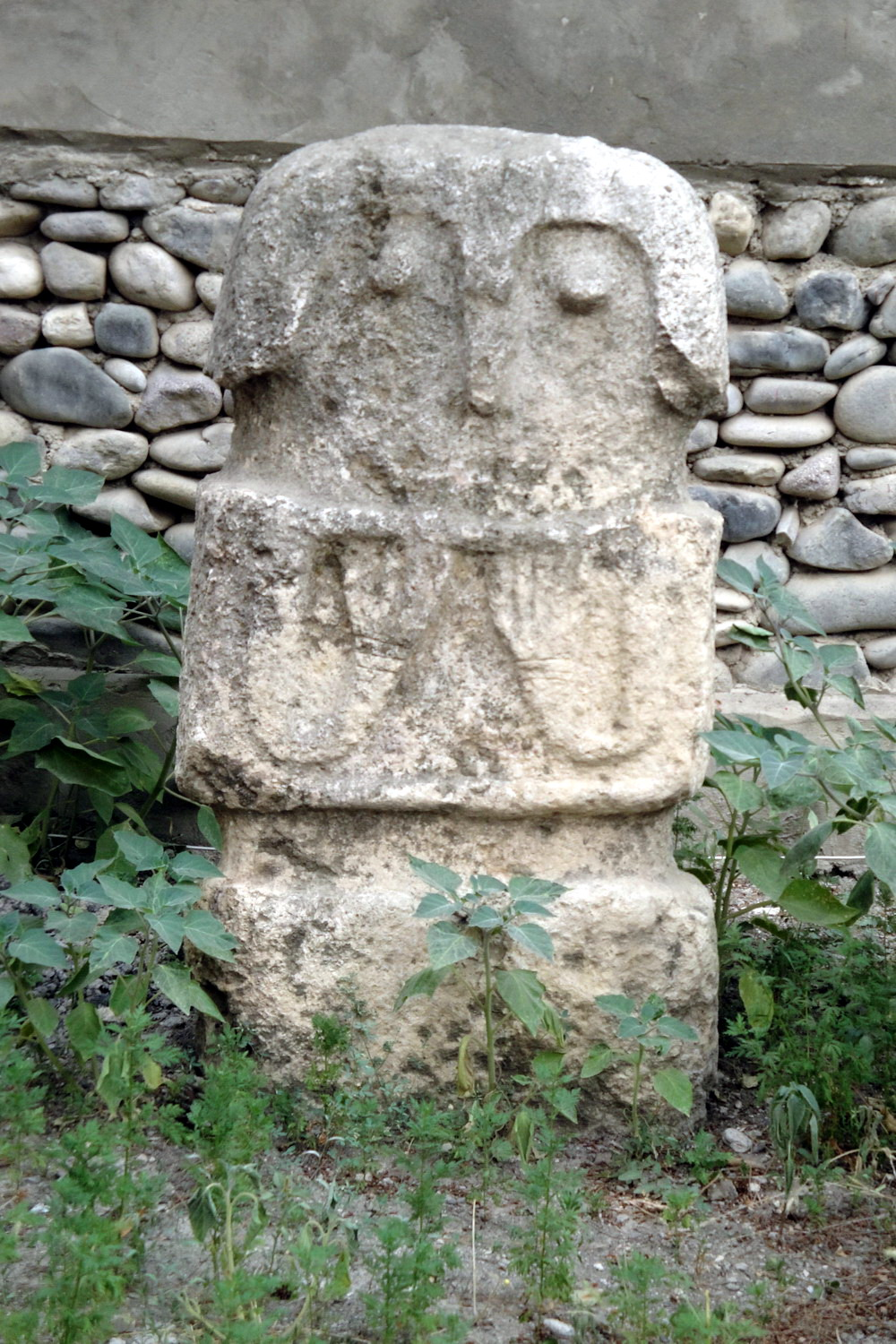
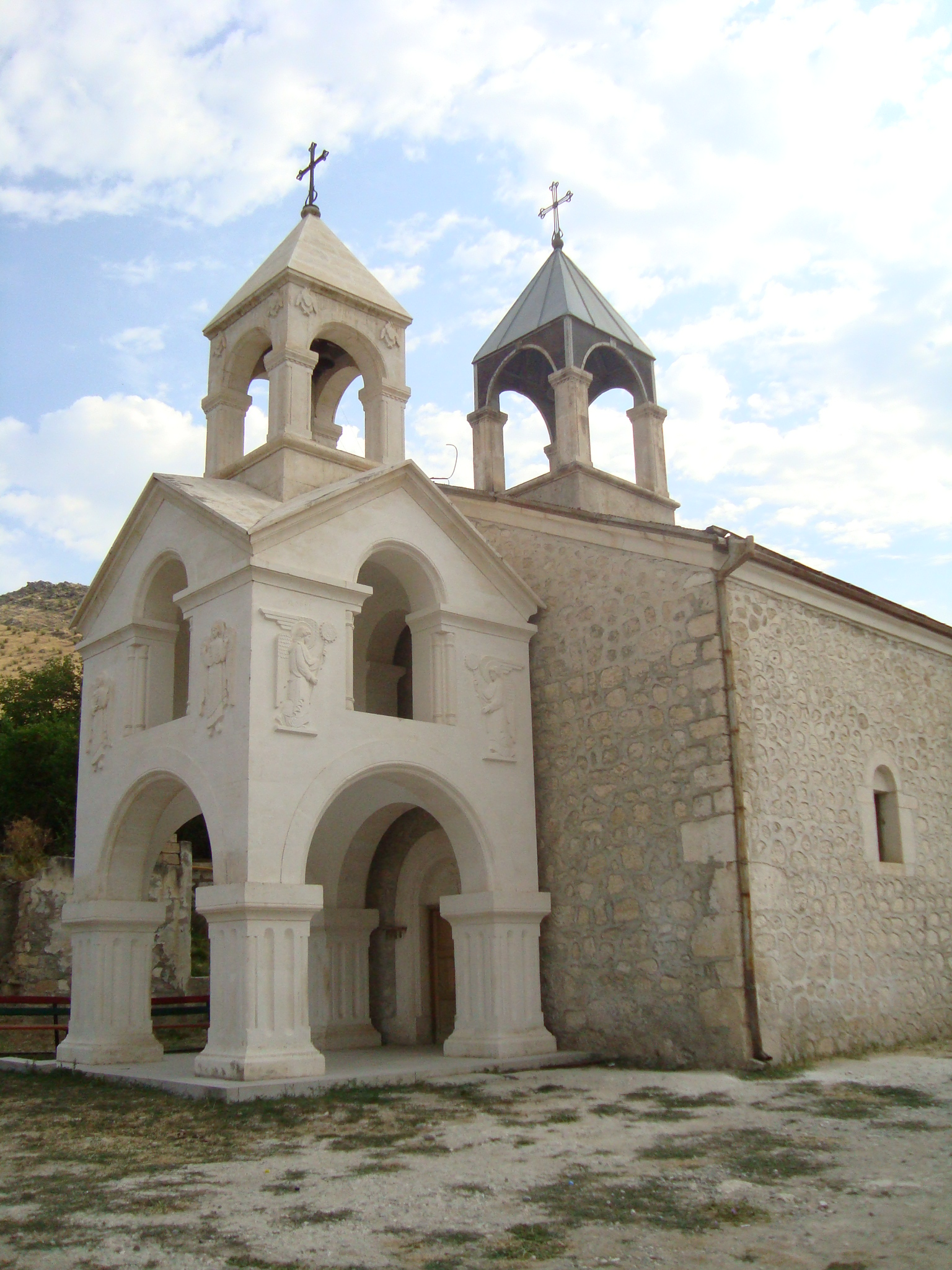
کلیسای مارتاکرت
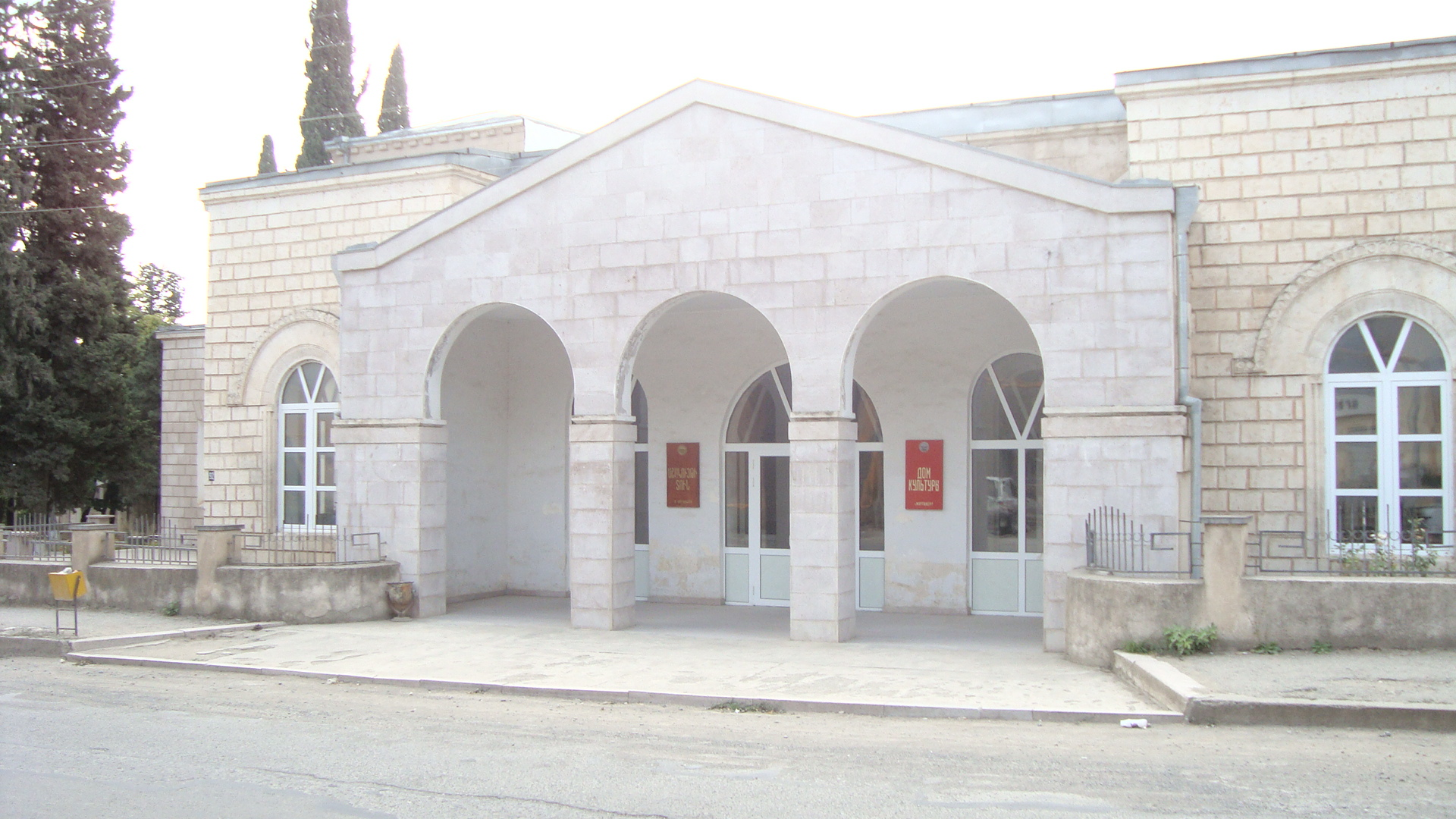
خانه فرهنگ مارتاکرت
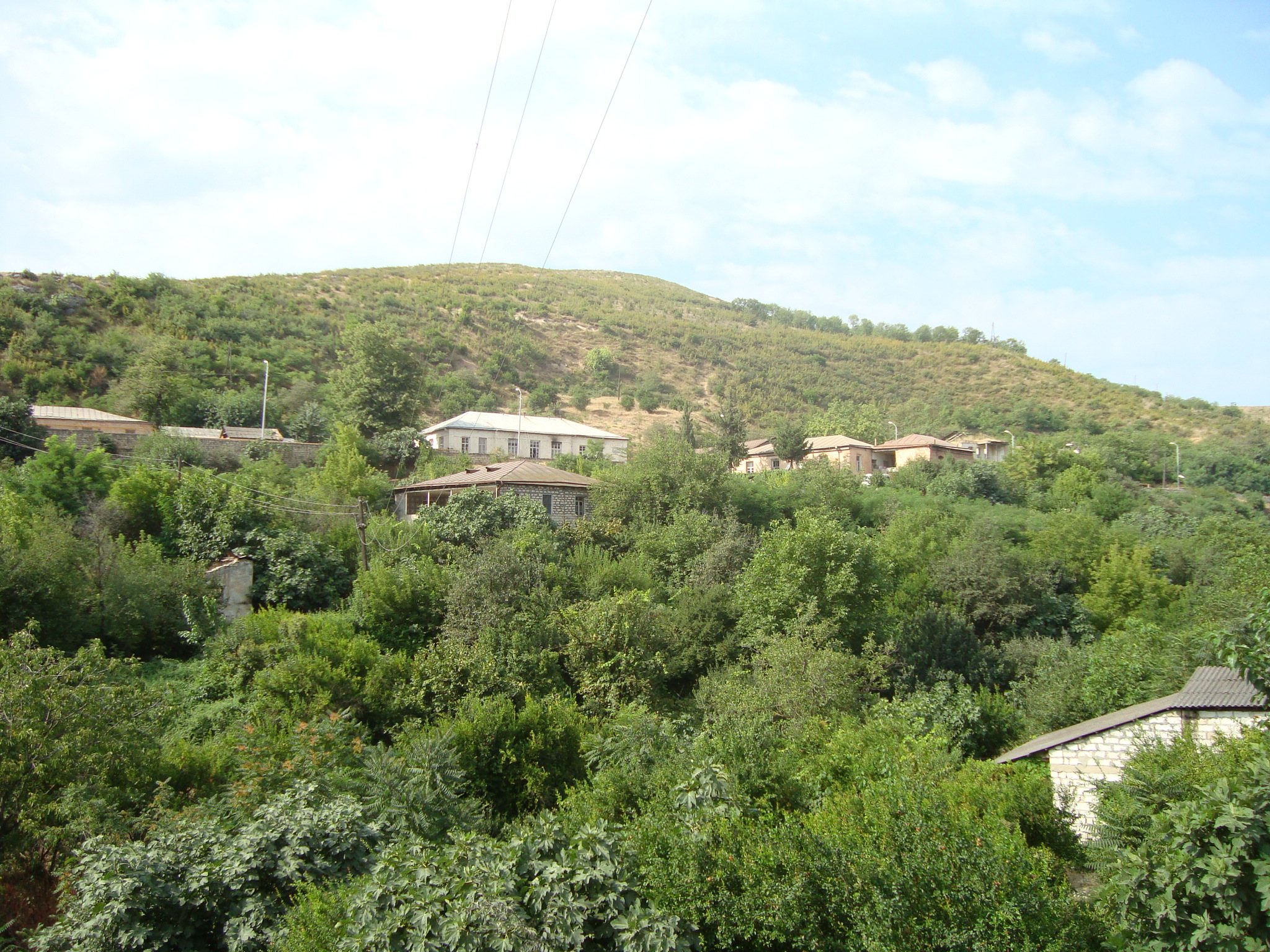
نمایی از شهرک
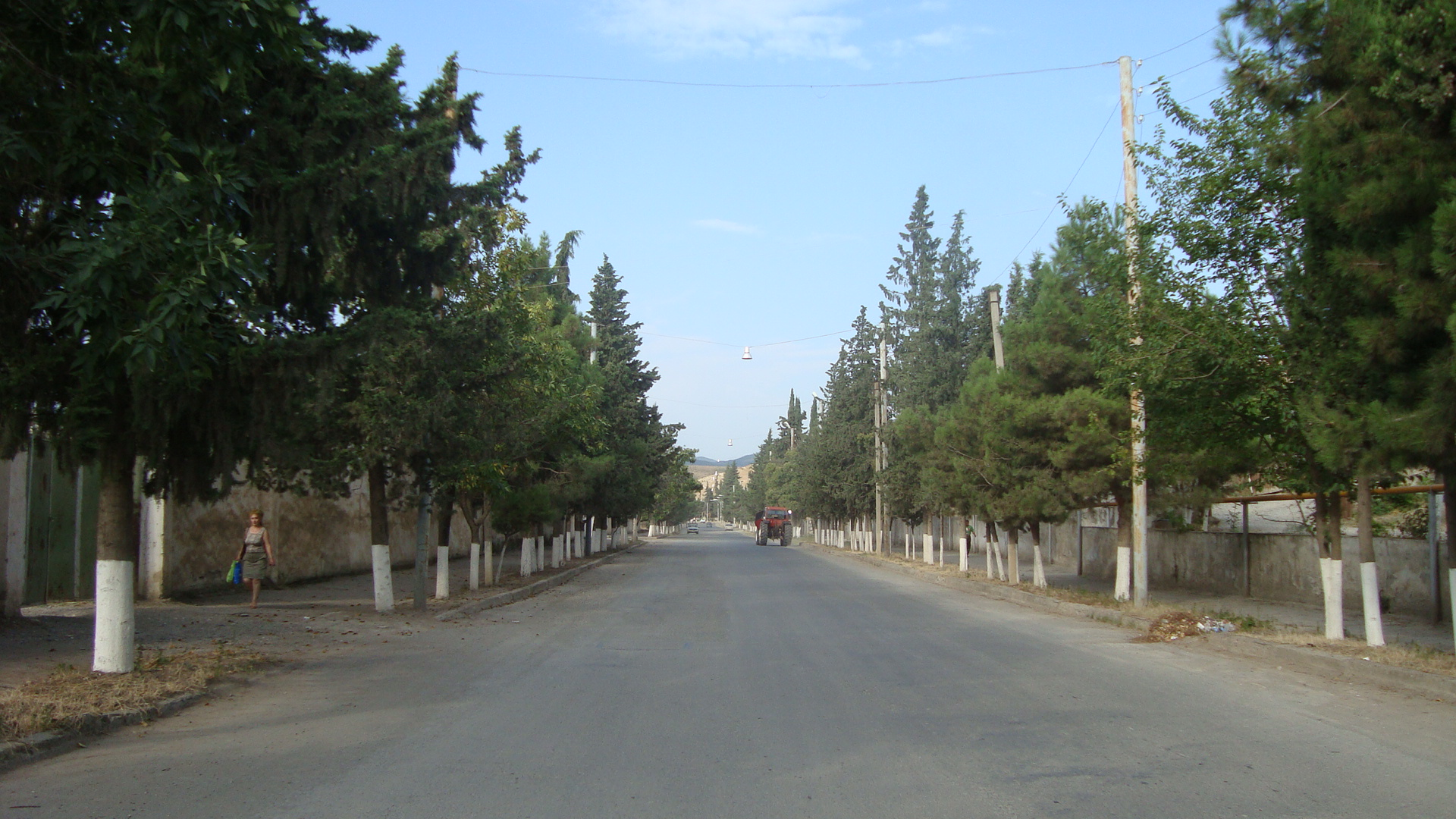
یکی از خیابان‌های اصلی مارتاکرت

## شهرهای خواهر خوانده
- - واغارشاپات (از ۲۰۱۰)
- - سارسل (از ۲۰۱۵)